# Jackie Thomas
Jackie Thomas (* 18. November 1990 in Greymouth) ist eine neuseeländische Popsängerin. 2013 wurde sie bekannt als die Gewinnerin der ersten Ausgabe der Castingshow The X Factor in Neuseeland.

## Biografie
Bevor Jackie Thomas sich für die Castingshow bewarb, hatte sie in ihrer Heimatstadt bei Aufführungen ihrer High School und in der Greymouth Operatic Society gesungen, unter anderem im Musical Grease. Anfang 2013 war sie nach Auckland gezogen, um ein Studium aufzunehmen, und hatte sich dann bei The X Factor beworben. Bereits beim ersten Vorsingen wurde sie in den Favoritenkreis erhoben. Sie hatte den Song Skinny Love von Bon Iver gewählt. Im Bootcamp lieferte sie dann jedoch eine schlechte Vorstellung ab und wurde aussortiert. Erst nach großen Protesten und einem Internetaufruf kam sie doch noch in die nächste Runde, nachdem sich der Mentor Daniel Bedingfield für sie eingesetzt hatte. Im weiteren Verlauf der Show bewährte sie sich und hatte die Unterstützung der Zuschauer. Sie gewann sechs von neun Runden und schließlich auch das Finale.
Nach dem Sieg sang Jackie Thomas in der Show den Siegertitel It’s Worth It, der anschließend auf Platz eins der neuseeländischen Charts kam und nach drei Wochen mit Platin ausgezeichnet wurde. Außerdem ging sie ins Aufnahmestudio und sang die Lieder aus ihren Showauftritten noch einmal für ein Album ein. Das Album mit ihrem Namen als Titel erschien drei Wochen nach Showende und erreichte ebenfalls Platz eins der Charts und Gold-Status.

## Diskografie
Alben
- Jackie Thomas (2013)

Lieder
- It’s Worth It (2013)
- Skinny Love (2013)
- Until the Last Goodbye (2015)